# Cardiocondyla ectopia
Cardiocondyla ectopia é uma espécie de formiga do gênero Cardiocondyla, pertencente à subfamília Myrmicinae.